# تيخفين
تيخفين (بالروسية: Тихвин) هي إحدى مدن روسيا في الكيان الفدرالي الروسي لينينغراد أوبلاست.

## أعلام
- نيكولاي ريمسكي كورساكوف